# كارلوس لوغو (لاعب كرة قدم)
كارلوس لوغو (بالإسبانية: Carlos Lugo)‏ (30 مايو 1976 بأسونسيون في باراغواي - ) هو مدرب كرة قدم ولاعب كرة قدم باراغواياني في مركز الدفاع. لعب مع Club Cerro Corá ‏.

## وصلات خارجية
- كارلوس لوغو على موقع قاعدة بيانات كرة القدم.إي يو (الإنجليزية)
- كارلوس لوغو على موقع ناشيونال فوتبول تيمز (الإنجليزية)
- كارلوس لوغو على موقع Soccerway.com (الإنجليزية)